# Rudolph von Vivenot (Sohn)
Rudolph Johann Nepomuk Dominik Edler von Vivenot, ab 1867 Ritter von Vivenot (* 5. Oktober 1833 in Wien; † 7. April 1870 ebenda) war ein österreichischer Arzt und Klimatologe.

## Leben
Vivenot war ein Sohn des gleichnamigen Arztes Rudolph Edler von Vivenot und der Josefine, geborene von Metzburg (1810–1838) sowie Enkel des Wiener Arztes Dominik von Vivenot, der sich in der Zeit der Choleraepidemie 1830 verdient gemacht hatte. Er besuchte das Wiener Schottengymnasium und ging anschließend zum Studium der Medizin an die Universität Wien. Dort erlangte er einen Magisterabschluss in Chirurgie sowie einen in Geburtshilfe und wurde 1856 zum Dr. med. promoviert. In Wien wohnte Vivenot zumindest zeitweise im Gundelhof in der Brandstätte. 1859 zog er aus gesundheitlichen Gründen nach Palermo und begann dort mit seinen klimatologischen Studien.
Vivenot wurde nach seiner Rückkehr 1862 Privatdozent für medizinische Klimatologie an der Medizinischen Fakultät der Wiener Universität. 1868 erhielt er schließlich einen Ruf als außerordentlicher Professor der Klimatologie an die Medizinische Fakultät seiner Universität. Seine Forschung befasste sich mit dem Einfluss von Luftveränderungen auf die Lungenfunktion sowie auf die Sauerstoffsättigung des Bluts und auf die Körperwärme. Daneben gehörte die Hygiene in Städten zu seinen Beschäftigungsfeldern.
Seit 1861 war er mit Thekla Englerth (1839–1907) verheiratet. Sein Halbbruder war Alfred von Vivenot. Vivenot starb überraschend an einem Herzinfarkt auf dem Weg zu einem seiner Patienten.

## Ehrungen und Mitgliedschaften (Auswahl)
Vivenot war k.k. Truchsess, er wurde als Ritter des königlich-preußischen Roten Adlerordens, des kaiserlich-russischen Sankt-Stanislaus-Ordens, des königlich-belgischen Leopoldsordens, des königlich-italienischen St. Mauritius- und Lazarus-Ordens, des großherzoglich-hessischen Philipp-Ordens I. Klasse sowie des badischen Zähringer Löwenordens ausgezeichnet. Außerdem war er Träger der Großen goldenen Medaille für Wissenschaft und Kunst. 1865 erhielt er auf der Mailänder Industrieausstellung die silberne Medaille für den von ihm entwickelten Verdunstungsmesser.
Vivenot war Vizepräsident des ärztlichen Vereins in Wien und hatte Ehrenmitgliedschaften der Königlichen Akademie der Wissenschaften in Acireale, des Vereins badischer Ärzte zur Förderung der Staats-Arzneikunde, des Vereines für Naturkunde in Mannheim, des naturwissenschaftlichen Vereins der Rheinpfalz in Dürkheim sowie der Assemblea di storia patria in Palermo inne. Außerdem war er Ehrenmitglied und Meister des Freien deutschen Hochstiftes in Frankfurt am Main. Am 1. Juli 1868 wurde er mit dem akademischen Beinamen Formey zum Mitglied (Matrikel-Nr. 2092) der Kaiserlichen Akademie der Naturforscher Leopoldina gewählt, sowie der k. k. Gesellschaft der Ärzte in Wien und der neugegründeten Österreichischen Gesellschaft für Meteorologie in Wien.
Vivenot hatte zudem korrespondierende Mitgliedschaften in vielen europäischen Staaten, so beispielsweise bei der Medicinisch-chirurgischen Gesellschaft und beim Medizinisch-ätiologischen Verein in Berlin, der Societe medicale du canton de Geneve, der königlichen Akademie der Wissenschaften in Palermo, der Académie des sciences et lettres in Montpellier, der königlichen Gesellschaft der Ärzte in Budapest oder der schwedischen Gesellschaft der Ärzte in Stockholm.

## Werke (Auswahl)
- Palermo und seine Bedeutung als climatischer Curort, mit besonderer Berücksichtigung der allgemeinen climatischen Verhältnisse von Deutschland, Italien, Sicilien, Nord-Africa und Madeira. Enke, Erlangen 1860 (MDZ Reader).
- Ueber den Einfluss des veränderten Luftdruckes auf den menschlichen Organismus. Schweiger, Wien 1860 (Digitalisat).
- Ueber einen neuen Verdunstungsmesser und das bei Verdunstungsbeobachtungen mit demselben einzuschlagende Beobachtungsverfahren. mit 2 Tafeln, Sonderdruck aus den Sitzungsberichten der mathematisch-naturwissenschaftlichen Classe der kaiserlichen Akademie der Wissenschaften. Gerold, Wien 1863.
- Ueber die Zunahme der Lungencapacität bei therapeutischer Anwendung der verdichteten Luft. Georg Reimer, Berlin 1865.
- Osservazioni meteorologiche sulla temperatura od umidità dell’aria e sulla evaporazione in Palermo. In: La Sizilia. Palermo 1865 (Nr. 1 und 6).
- Ueber eine eigenthümliche Trübung des Himmels in Sicilien und deren Beziehung zum Scirocco. Ein Vortrag, gehalten am 2. December 1865 in der österreichischen Gesellschaft für Meteorologie. Gerold’s Sohn, Wien 1866 (Aus Zeitschrift der österreichischen Gesellschaft für Meteorologie. Band 1).
- Beiträge zur Kenntniss der klimatischen Evaporationskraft und deren Beziehung zu Temperatur, Feuchtigkeit, Luftströmungen und Niederschlägen. Enke, Erlangen 1866 (Digitalisat).
- Zur Kenntniss der physiologischen Wirkungen und der therapeutischen Anwendung der verdichteten Luft. Eine physiologisch-therapeutische Untersuchung. Enke, Erlangen 1868.